# Corgatha leucocrossa
Corgatha leucocrossa är en fjärilsart som beskrevs av Lucas 1898. Corgatha leucocrossa ingår i släktet Corgatha och familjen nattflyn. Inga underarter finns listade i Catalogue of Life.